# ويلوك (تكساس)
ويلوك (بالإنجليزية: Wheelock)‏ هو مجتمع غير مدمج في مقاطعة روبرتسون في ولاية تكساس الأمريكية. وتقع على بعد 15 ميلا شمال شرق بريان وعلى بعد 17 ميل جنوب شرق مدينة فرانكلين.  يقع ويلوك بين الطريقين الزراعيين 46 و391. وهو جزء من منطقة برايان-كوليج ستيشن العمرانية الإحصائية. ترتفع ويلوك 436 قدم (133 م) عن سطح البحر.